# Йон, Сабина
Сабина Йон (нем. Sabine John; род. 16 октября 1957, Дёбельн, Лейпциг), в девичестве Мёбиус (нем. Möbius), в первом браке Пец (нем. Paetz) — восточногерманская легкоатлетка, специалистка по многоборьям. Выступала за сборную ГДР по лёгкой атлетике в 1979—1990 годах, обладательница серебряных медалей летних Олимпийских игр в Сеуле и международного турнира «Дружба-84», серебряная призёрка чемпионатов мира и Европы, победительница Кубка Европы, бывшая рекордсменка мира в семиборье и пятиборье.

## Биография
Сабина Мёбиус родилась 16 октября 1957 года в Дёбельне, ГДР. Занималась лёгкой атлетикой Лейпциге, проходила подготовку в спортивном клубе Немецкого университета физической культуры (DHfK).
Первого серьёзного успеха на международном уровне добилась в сезоне 1979 года, когда вошла в состав восточногерманской сборной и выступила на Кубке Европы по легкоатлетическим многоборьям в Дрездне, где стала четвёртой в личном зачёте и тем самым помогла соотечественницам выиграть женский командный зачёт.
В 1981 году на Кубке Европы в Бирмингеме вновь заняла четвёртое место в личном зачёте и снова выиграла женский командный зачёт.
В 1982 году в семиборье завоевала серебряную награду на чемпионате Европы в Афинах, уступив лишь своей соотечественнице Рамоне Нойберт.
В 1983 году в семиборье стала пятой на Спартакиаде народов СССР в Москве. Принимала участие во впервые проводившемся чемпионате мира по лёгкой атлетике в Хельсинки, где стала серебряной призёркой, вновь проиграв Рамоне Нойберт.
В 1984 году на чемпионате ГДР в Потсдаме превзошла всех соперниц в семиборье, установив при этом мировой рекорд — 6946 очков (рекорд продержался более двух лет и был превзойдён американской Джеки Джойнер). Рассматривалась в качестве кандидатки на участие в летних Олимпийских играх в Лос-Анджелесе, однако ГДР вместе с несколькими другими странами восточного блока бойкотировала эти соревнования по политическим причинам. Вместо этого Пец выступила на альтернативном турнире «Дружба-84» в Праге, где выиграла серебряную награду в программе бега на 100 метров с барьерами — в финале её опередила болгарка Йорданка Донкова. За эти выдающиеся достижения по итогам сезона была награждена золотым орденом «За заслуги перед Отечеством».
В 1985 году в рамках матчевой встречи со сборной СССР в Москве установила мировой рекорд в пятиборье в помещении — 4768 очков. На Кубке мира в Крефельде была лучшей в личном и командном зачётах семиборья.
В 1986 году выступала в семиборье на Играх доброй воли в Москве, с результатом в 6456 очков расположилась в итоговом протоколе соревнований на четвёртой строке. По итогам сезона награждена орденом «Звезда дружбы народов» в серебре.
На Кубке Европы 1987 года в Арле досрочно завершила выступление из-за полученного во второй соревновательный день солнечного удара.
Благодаря череде успешных выступлений в 1988 году удостоилась права защищать честь страны на Олимпийских играх в Сеуле — заняла здесь восьмое место в прыжках в длину и завоевала серебряную награду в семиборье, пропустив вперёд только титулованную американку Джойнер-Керси. За второе место на Олимпиаде получила серебряный орден «За заслуги перед Отечеством».
Завершила спортивную карьеру по окончании сезона 1990 года.
Получив спортивное педагогическое образование, впоследствии работала тренером в Магдебурге. В 2001—2003 годах являлась инструктором фитнес-студии в Цинновице, затем тренировала на острове Узедом.